# Берхтесгаден
Берхтесгаден (њем. Berchtesgaden) град је у њемачкој савезној држави Баварска. Једно је од 15 општинских средишта округа Берхтесгаденер Ланд. Према процјени из 2010. у граду је живјело 7.662 становника. Посједује регионалну шифру (AGS) 9172116.

## Географски и демографски подаци
Берхтесгаден се налази у савезној држави Баварска у округу Берхтесгаденер Ланд. Град се налази на надморској висини од 572 метра. Површина општине износи 34,8 km². У самом граду је, према процјени из 2010. године, живјело 7.662 становника. Просјечна густина становништва износи 220 становника/km².

## Међународна сарадња
| Мјесто       | Држава    | Врста сарадње | Од    |
| ------------ | --------- | ------------- | ----- |
| Сен Мало     | Француска | контакт       | 2000. |
| Ла Гранд Мот | Француска | контакт       | 2000. |
| Анси         | Француска | контакт       | 2000. |
| Темишвар     | Румунија  | контакт       | 2000. |
| Фурланија    | Италија   | контакт       | 2000. |
| Извор        |           |               |       |

## Занимљивост
У граду се налазила вила Адолфа Хитлера у којој је боравио пре и за време Другог светског рата. Године 1938. у њој се састао са Невилом Чемберленом. Порушена је у бомбардовању 1945, срављена са земљом 1952. године.